# Craugastor yucatanensis
Espèce
Synonymes
- Eleutherodactylus yucatanensis Lynch, 1965

Statut de conservation UICN

 NT  : Quasi menacé
Craugastor yucatanensis est une espèce d'amphibiens de la famille des Craugastoridae.

## Répartition
Cette espèce est endémique du Mexique. Elle se rencontre dans les États du Yucatán et du Quintana Roo.

## Étymologie
Son nom d'espèce, composé de yucatan et du suffixe latin -ensis, « qui vit dans, qui habite », lui a été donné en référence au lieu de sa découverte.

## Publication originale
- Lynch, 1965 : Two new species of Eleutherodactylus from Mexico (Amphibia: Leptodactylidae). Herpetologica, vol. 20, p. 246-252.